# Čoka

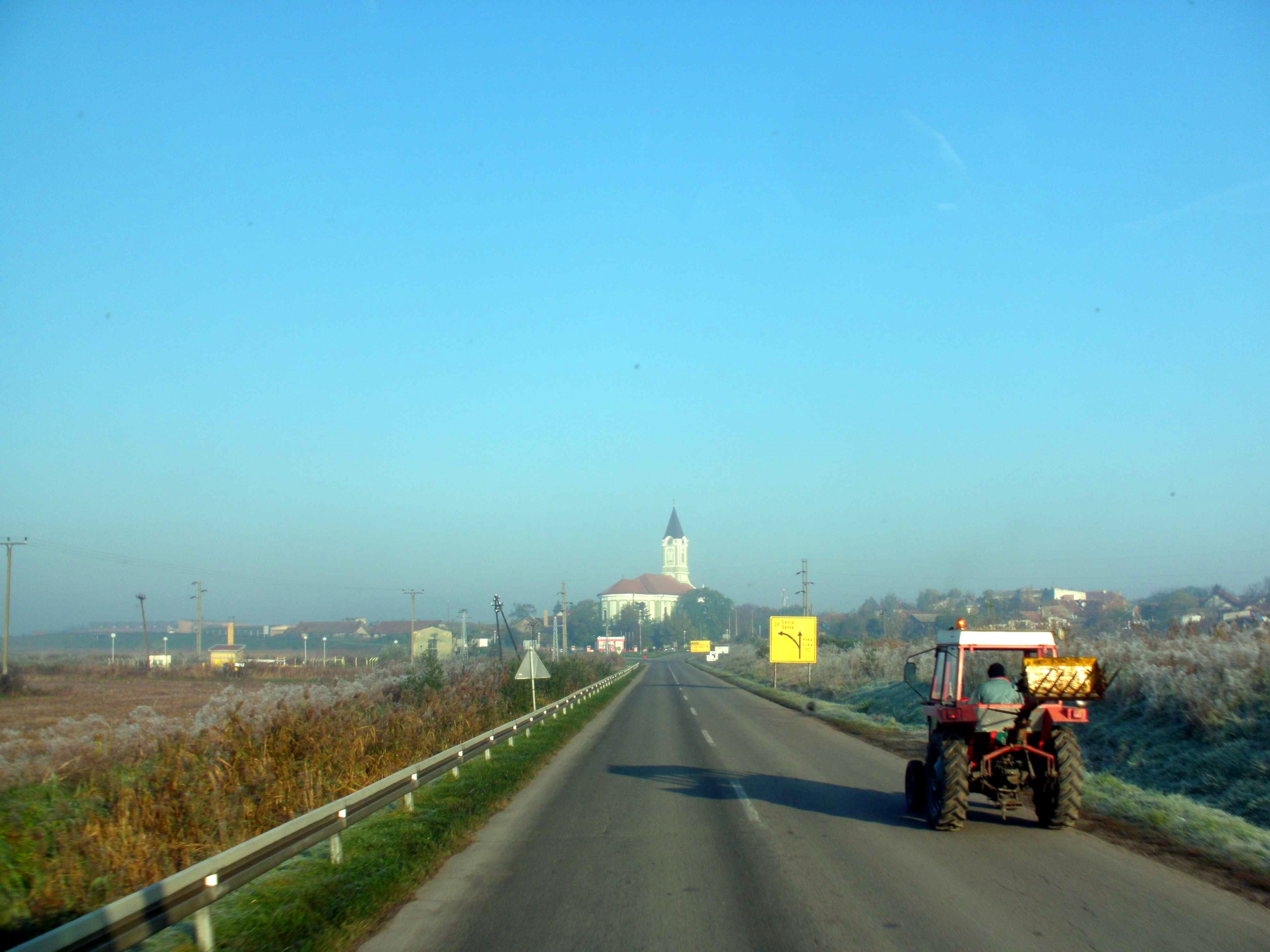
Příjezd do obce

Čoka (v srbské cyrilici Чока, maďarsky Csóka) je město v severovýchodní části srbské Vojvodiny (severní Banát), poblíž Senty. Patří k malým sídlům; v roce 2011 měla 4 028 obyvatel. Administrativně je součástí Severobanátského okruhu. Nachází se na břehu řeky Tisy, společně s městem Senta.
Čoka se nachází na silnici spojující Sentu s městem Kikinda.